# Sciurus urucumus
La ardilla (Sciurus urucumus) es una especie de roedor esciuromorfo de la familia de los esciúridos y del género Sciurus. Habita en bosques húmedos del centro de Sudamérica.

## Taxonomía
Descripción original
Esta especie fue descrita originalmente en el año 1914 por el zoólogo estadounidense Joel Asaph Allen, con el nombre científico de Sciurus langsdorffii urucumus. Los ejemplares utilizados para la descripción fueron colectados durante la expedición Roosevelt a Brasil.
Holotipo
El holotipo designado es el catalogado como: 37068; se trata de un macho adulto, colectado el 1 de diciembre de 1913 por Leo E. Miller. 
Localidad tipo
La localidad tipo referida es: “Urucum (altitud de 400 pies (unos 60 msnm), río Paraguay (en la desembocadura del río Tacuarí), Mato Grosso del Sur, Brasil”. En ducha localidad se colectaron otros 6 ejemplares (todos topotipos) y 2 en Tapiropoan.
Etimología
Etimológicamente, el término específico urucumus es un topónimo que refiere a la localidad donde fue colectado el ejemplar tipo: Urucum.
Relaciones filogenéticas
Es un miembro del subgénero Urosciurus, el cual fue descrito por J. L. Patton en el año 1984. Sciurus langsdorffii steinbachi (con localidad tipo en ‘‘Santa Cruz de la Sierra, Bolivia’’) sería un sinónimo más moderno de Sciurus urucumus (ya que fue descrito en la misma obra pero justa detrás de esta última).
S. urucumus fue descrita como integrando subespecíficamente la especie Sciurus langsdorffii, un sinónimo más moderno de Sciurus spadiceus, sin embargo, como resultado de estudios taxonómicos sobre los integrantes sudamericanos de la familia efectuados por de Vivo, se recomienda tratar a ambos taxones como integrando sus propias especies.
Las relaciones entre Sciurus urucumus y Sciurus spadiceus spadiceus (del estado brasileño de Mato Grosso) son inciertas.

## Distribución y hábitat
Esta especie se distribuye en el sudeste de Bolivia (departamento de Santa Cruz), centro de Brasil y norte del Paraguay, en este último país lo hace en ingresiones del bosque Chiquitano en el noreste del Chaco paraguayo, en el departamento de Alto Paraguay, en la Estancia “Kamba Aka” (en las coordenadas 19°50.342'S 58°45.302'W) dentro del parque nacional Río Negro (a 140 km al sudoeste de la localidad tipo). 
 Mediante observaciones de campo se observó que la especie es diurna y se alimenta de los frutos de la palma negra (Copernicia alba).
En Brasil fue colectada en Urucum y alrededores, por ejemplo en Tapiropoan (en la zona del río Sepotuba).

## Características
Es una ardilla de cráneo pequeño, de coloración general oscura, con cola en gran parte de un negro intenso y el resto canela. Dorsalmente es marrón oscuro, el pelo allí es negro-parduzco con la punta amarillenta; en la parte delantera de la cabeza es rufo claro con una estrecha raya negra en la nariz. Las partes inferiores son uniformemente ocráceo ahumado.
Longitud total es 500 mm, de los cuales la cabeza y el cuerpo llegan a 260 mm.